# Amadiya
Amadiya (Amedi o Amadia) és una vila del Kurdistan a la governació de Dohuk, a Iraq, a 17 km de la frontera amb Turquia, a la conca del Gara (afluent per la dreta del Gran Zab). Està situada a 1400 metres sobre el nivell del mar. La població és d'uns 6000 habitants.
Antiga fortalesa que agafa el seu nom d'Imad ad-Din Zengi que la va construir el 1142 sobre un castell més antic anomenat Ashib, i va portar el nom d'Imadiyya, modificat modernament a Amadiyya. Fou un feu de la família kurda dels Bahdinan originaris de Taron, que s'hi van establir vers el 1203. Al moment de màxima expansió el principat abraçava també Dohuk i Zakho i altres terres veïnes. A partir del segle xvi van oscil·lar entre safàvides i otomans, i aquestos darrers es van imposar finalment i va ser part del vilayet de Van o del de Mossul, segons els moments.